# 姆比古
姆比古（Mbigou）是加彭南部的一座城鎮，為恩古涅省Boumi Louetsi縣的首府。姆比古機場是當地的聯外機場。

## 歷史
20世紀早期，姆比古有一座羅馬天主教教堂與學校設立，該學校在當地相當重要，有來自周圍城鎮的學生前來就學。1990年代，姆比古得到加拿大13.8億中非法郎的投資，用於當地發電、供水與水力發電等基礎建設。

## 特產
姆比古出產的一種皂石稱為姆比古石，開採過程相當費時，顏色可為棕色、灰色或綠色，是許多加彭雕塑家的創作素材。另外當地部落是珍貴的非洲藝術品普努-隆博面具的產地之一。

## 圖集
- 開採中的姆比古石
- 以姆比古石打造的雕塑作品
- 普努-隆博面具（英语：Punu-Lumbo mask）